# Dade Behring
Dade Behring war ein an der NASDAQ gelistetes US-amerikanisches Unternehmen, tätig im Bereich In-vitro-Diagnostik. Im Jahr 2006 betrug der weltweite Umsatz 1,7 Milliarden US-Dollar.
Das Unternehmen wurde 1997 infolge einer Fusion zwischen der Dade International und der Behring Diagnostics-Einheit der Hoechst AG gegründet. Zuvor wurden in diesen Gesellschaften die Diagnostiksparten der Unternehmen DuPont, Syva und Baxter Healthcare zusammengefasst. Die Firmenzentrale befand sich in Deerfield bei Chicago, wichtige Produktionsstandorte waren Glasgow (Delaware) und Marburg.
Bekannte Markennamen von diagnostischen Geräten sind BCS, BN II, BEP III, BEP 2000, Quadriga BeFree, Dimension, MicroScan WalkAway und Dimension Vista. 
Das Unternehmen bestand aus den Produktlinien: Chemie/Immunochemie, Hämostase, Mikrobiologie, Infektionsdiagnostik, Plasmaproteindiagnostik und Syva Drogen- und Medikamentendiagnostik.
Das Unternehmen entwickelte bis 2006 neue Testverfahren, wie etwa CDT zur Überwachung des Alkoholabusus, Homocystein, ein Protein, das Vitamin B12/Folsäuremangel anzeigt, ETP, ein Testverfahren für das endogene Thrombinpotential, N/T Pro BNP, ein neuer Herzmarker, sowie HIV Integral II, ein besonders empfindlicher Antigen/Antikörper-Kombinations-Test für die Früherkennung von HIV-Infektionen, der wegen seiner guten Sensitivität auch zum Screening für Blutbanken geeignet ist.
Am 25. Juli 2007 kündigte die Siemens AG den Kauf der Dade Behring für sieben Milliarden US-Dollar in bar an, die Übernahme wurde am 6. November 2007 abgeschlossen. Dade Behring wurde als Division Diagnostics in den Sektor Healthcare integriert.